# شاكووف: أسولت
شاكووف: أسولت (بالإنجليزية: Shockwave Assault)‏، هي لعبة فيديو من نوع محاكاة الطيران القتالية، صدرت في الأسواق سنة 1995، وهي من تطوير ونشر إلكترونيك آرتس الأمريكية، حيث تعمل في جميع المنصات المنزلية، ومن بينها بلاي ستيشن، سيجا ساترن ومايكروسوفت ويندوز وغيرها.

## قصة لعبة
تبدأ اللعبة بسيطرة القوات الغازية من الفضائيين إلى كوكب الأرض سنة 2019، وتقرر القيادة للقوات الأممية الأمريكية إعلان الحرب على الفضائيين.

## فشل آتاري
في شهر يونيو سنة 1995 كانت شركة أتاري أعلنت أنها ستصدر اللعبة عن طريق منصة أتاري جاغوار سي دي، والتي تحمل عنوان "شاك ووف"، ولكنها لم تصدر هذه اللعبة أبداً بسبب فشلها التجاري سنة 1996.

## المواقع الخارجية
- شاك ووف في موقع موبي جيمز
- شاكووف: أسولت في موقع موبي جيمز